# Piazza Azuni
Piazza Azuni è una piazza storica di Sassari.

## Storia
Lo spazio stradale originario era molto meno arioso rispetto a quello odierno dell'attuale piazza perché era delimitato a levante dalla chiesa di Santa Caterina con la sua ampia gradinata. L'area era delimitata anche dal cancello d'entrata del Palazzo del Governatore del Logudoro con l'annessa carrozzeria, così ampia che in diverse occasioni ospitò i balli del Carnevale.
Edificata prima del 1278, doveva avere pianta simile a San Donato o a San Giacomo di Taniga. Fu ampliata nel XV e nel XVI secolo, con la costruzione tra i contrafforti delle cappelle laterali, e del campanile a pianta poligonale simile a quello di Santa Maria in Betlem. Fu abbattuta nel 1853, poiché entrata in rovina già dal secolo prima. La sua denominazione passò alla chiesa gesuitica di Gesù e Maria. Della chiesa  rimangono solo una immagine nel ritratto del suo ultimo parroco, un disegno di Simone Manca e un acquerello di Enrico Costa. La piazzola ricavata, denominata piazzetta Santa Caterina, è stata dedicata a Domenico Alberto Azuni, illustre giurista sassarese, il 13 agosto 1862, per volontà degli studenti dell'Università di Sassari.
Demoliti chiesa e palazzo a metà Ottocento, la piazzetta divenne una vera e propria piazza con la conformazione a triangolo attuale. Dal 1862 al centro si erge il monumento a Domenico Alberto Azuni. In precedenza era stata chiamata anche Piazzetta Palazzo.

## Galleria d'immagini

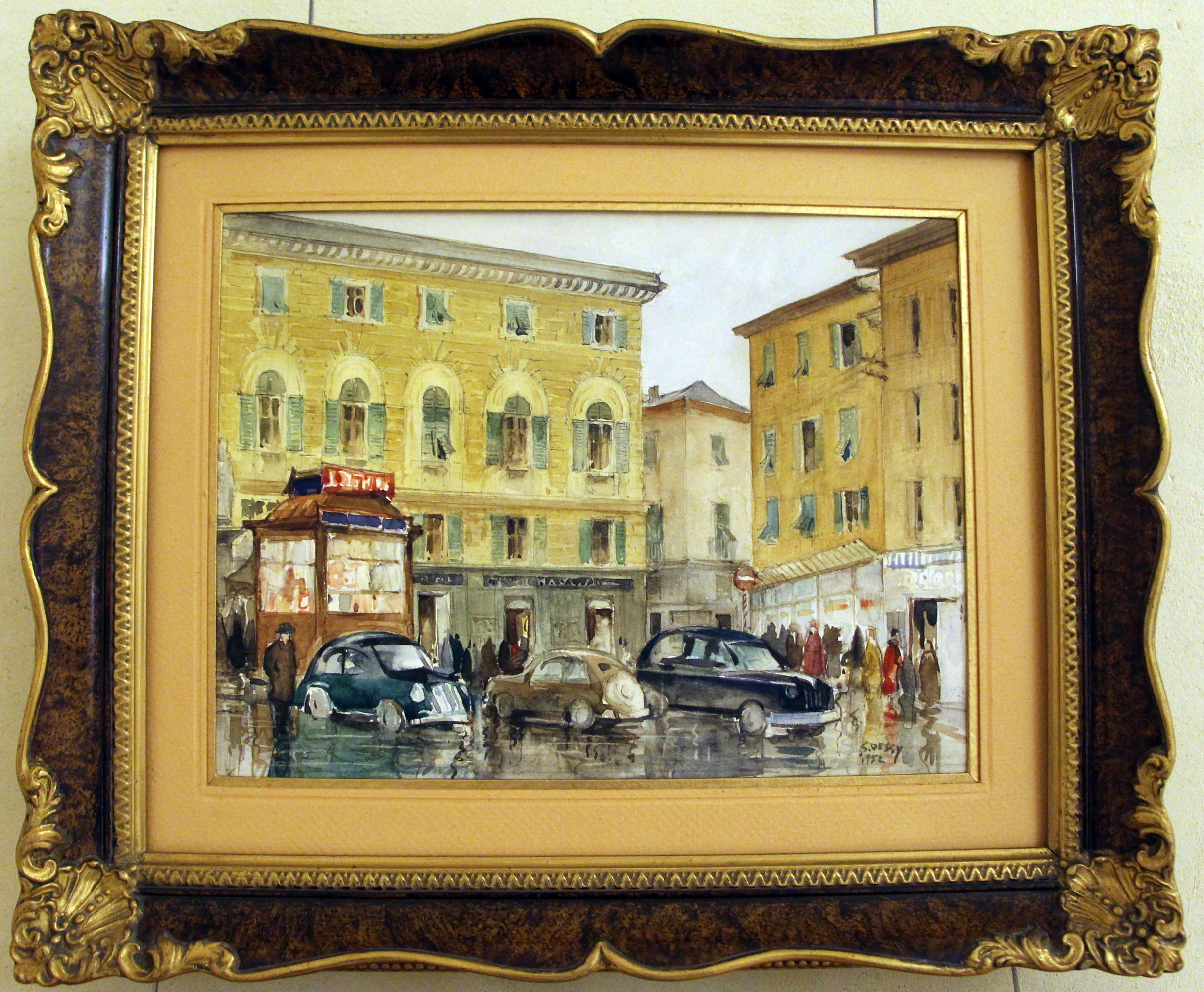
Piazza Azuni in un dipinto di Stanis Dessy
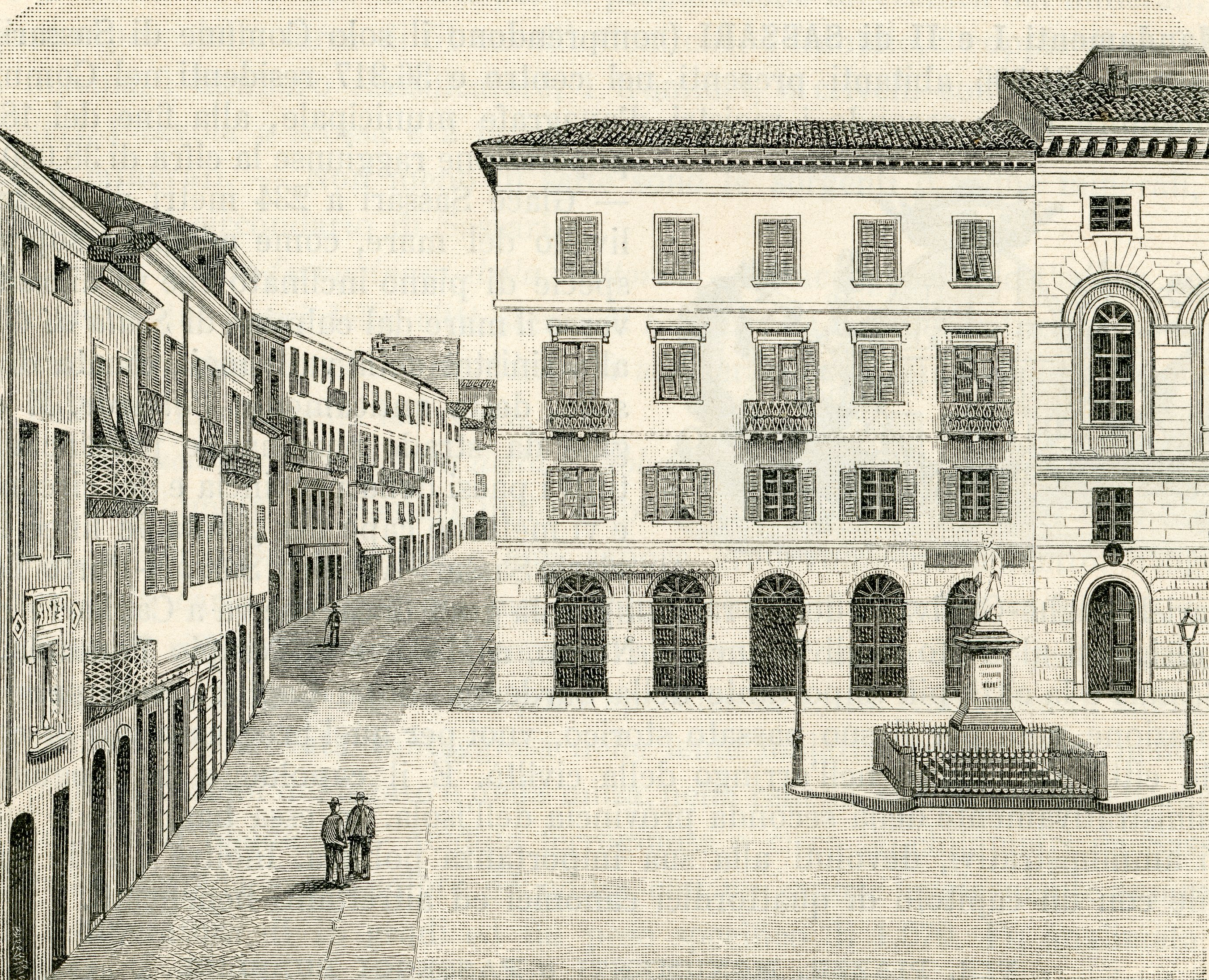
Sassari: piazza Azuni (xilografia di Giuseppe Barberis, 1894)